# Futuropolis (bande dessinée)
Pour les articles homonymes, voir Futuropolis (homonymie).
Ne doit pas être confondu avec Futurama.
Futuropolis est une bande dessinée créée en 1937 par René Pellos sur un scénario de Martial Cendres. C'est la première bande dessinée de science-fiction d'origine française. Elle a été publiée du 7 avril 1937 au 4 mai 1938 dans le magazine hebdomadaire Junior et a fait l'objet d'une publication en album chez Glénat en 1977. Elle a donné son nom à une librairie, devenue la maison d'édition Futuropolis.

## Analyse
Cette œuvre, première bande dessinée de science-fiction d'origine française, rappelle par certains aspects Flash Gordon, comic strip d'Alex Raymond, dans une création où se rencontrent la Préhistoire, le Moyen Âge, la mythologie et le futurisme. L'originalité de l'œuvre tient en partie à sa dimension d'écologie et de protection de l'environnement ainsi qu'à ses audaces esthétiques dans les cadrages « spectatulaires » et la mise en page. Le titre fait allusion à Metropolis, film de Fritz Lang sorti en 1927.

## Publication
La série fait l'objet d'une publication en album chez Glénat en 1977, puis en 1999.
- René Pellos (dessin) et René Thévenin (Martial Cendres) (scénario), Futuropolis, Glénat, 1977, 56 p. (ISBN 2-7234-0044-1).
- René Pellos (dessin) et René Thévenin (Martial Cendres) (scénario), Futuropolis, Glénat, 1999, 72 p. (ISBN 2-7234-2955-5). (BNF 39164882)

## Postérité
Après le succès de Futuropolis, Pellos entreprend en avril 1940 une autre série de science-fiction, mais la Seconde Guerre mondiale entraîne l'arrêt de cette narration, qui reste inachevée.